# Horst-Dieter Höttges
Horst-Dieter Höttges (Mönchengladbach, 10 settembre 1943 – Verden, 22 giugno 2023) è stato un calciatore tedesco, di ruolo difensore.

## Palmarès

### Club
- Campionato tedesco: 1

Werder Brema: 1964-1965

### Nazionale
- Campionato d'Europa: 1

Belgio 1972
- Campionato mondiale: 1

Germania Ovest 1974